# Susanne Munk Wilbek
Susanne Munk Wilbek (Hvorslev, 12 de outubro de 1967) é uma handebolista profissional dinamarquesa, bicampeã olímpica.
Susanne Munk Wilbek fez parte do elenco medalha de ouro, de Atlanta 1996. É casada com o treinador alemão Ulrik Wilbek.